# Empan
Empan (l’Empan), der Fuß oder die Spanne/Span, war ein Längenmaß im französisch verwalteten Puducherry in Südindien, aber auch im Mutterland Frankreich. Hier war das Maß in der Gegend um Toulouse eingeteilt in
- 8 Empana/Pans = 1 Canna = 8 Zoll/Pouces = 96 Linien/Lignes = 1,78 Meter[1]

In Südindien
war das Maß
- 1 Empan = 12 Finger = 115,2 Pariser Linien = 0,2599 Meter
- 2 Empan = 1 Coudée/Elle
- 4 Empan = 1 Astame/Göß
- 8 Empan = 1 Vilcadé